# Santa Maria de les Pobles
Santa Maria de les Pobles és una església del municipi d'Aiguamúrcia (Alt Camp) inclosa en l'Inventari del Patrimoni Arquitectònic de Catalunya.

## Descripció
L'església està situada a la plaça del poble. És de planta rectangular formada per tres naus, la central més elevada que les altres dues. la façana té tres cossos que es corresponen amb les naus interiors. En el de l'esquerra s'eleva el campanar, de planta quadrada, sense coberta. La porta d'accés, en el cos central, és d'arc de mig punt resseguida per una línia d'imposta que es perllonga en els cossos laterals. Tres finestres d'arc de mig punt, la central més elevada i coronada amb cornisa, es troben distribuïdes en els tres cossos. La coberta, de teula, és a doble vessant. El material és una combinació de pedra i maó, aquest últim emprat com a element decoratiu.

## Història
El nucli de Les Pobles va tenir parròquia pròpia des de la fi del segle xix, en desvincular-se de la de Santes Creus, i constituir-se com a parròquia el que fins aleshores havia estat la vicaria. Plantejada la necessitat de la construcció d'una església, es va fer un projecte l'any 1882, signat per l'arquitecte municipal Ramon Salas i Ricomà, projecte que no es va dur a terme. L'actual església, sota l'advocació de Santa Maria, es va edificar l'any 1920.